# Aboud Barsekh Onji
Aboud Barsekh Onji (nacido como عبود برسيخ أونجي, el 29 de julio de 1987 en Alepo, Siria), además referido como Aboud Onji, es un investigador, comunicador e ingeniero mexicano experto en geopolítica, innovación tecnológica y gestión energética. Es conocido por su trabajo en diferentes medios de comunicación de México y del mundo y por su programa semanal de radio "El Mundo Hoy", en el que explora temas de política internacional. Además, se ha destacado en el uso de inteligencia artificial en administración energética y organizacional, contribuyendo al desarrollo de la tecnología aplicada en entornos corporativos, gubernamentales y de administración pública. 

## Reseña biográfica
Aboud Barsekh Onji, nació en la ciudad de Alepo, Siria, donde comenzó su formación académica en el campo de la ingeniería eléctrica. En 2009, se graduó con el título de ingeniero en Sistemas de Energía Eléctrica (Electrical Power Systems) por la Universidad de Alepo. Posteriormente, continuó sus estudios en el área de los sistemas energéticos y la comunicación, obteniendo una maestría en Sistemas de Control de Energía Eléctrica y otra en Administración de la Comunicación. 
En 2013, Onji emigró a México, donde continuó su formación académica y profesional. Cursó un doctorado en Ciencias Administrativas en el Instituto Politécnico Nacional, destacándose en el ámbito de la administración y la innovación tecnológica. Poco tiempo después de su llegada, obtuvo la nacionalidad mexicana.
Además de su labor como analista y comunicador en temas de geopolítica e innovación , Aboud Onji es docente en la Facultad de Ingeniería de la Universidad Anáhuac México, donde imparte clases de Simulación y Algoritmos de Inteligencia Artificial.

## Innovación y tecnología
Como investigador, Aboud Onji centra su trabajo en la administración energética y la integración de energías renovables en los mercados eléctricos, abordando desafíos estratégicos y tecnológicos que acompañan la transición energética global. Su enfoque principal es el uso de modelos de Aprendizaje automático, que emplea como herramientas de innovación tecnológica tanto en la administración pública para gobiernos como en entornos corporativos para el sector privado, fomentando un uso más sustentable y adaptativo de la energía.

## Ideología y estilo analítico
Onji se describe como un analista pragmático y objetivo. A diferencia de otros analistas geopolíticos, evita las posturas radicales, centrándose en ofrecer análisis basados en hechos y en el contexto histórico y estratégico de los conflictos globales. Su enfoque se basa en entender las motivaciones de las potencias globales y cómo estas influyen en el desarrollo de conflictos internacionales, manteniendo una perspectiva objetiva y equilibrada.
Este pragmatismo también se refleja en su análisis de los intereses económicos y políticos de cada país, explorando cómo se forman alianzas y conflictos desde una perspectiva de beneficio estratégico y práctico. Además, en su trabajo con tecnologías como la inteligencia artificial y la administración energética, Onji explora cómo estas herramientas pueden mejorar la eficiencia y resolución de problemas concretos en las organizaciones y gobiernos, sin caer en visiones utópicas o temores exagerados respecto a la tecnología.